# 1971 في الأردن
فيما يلي قوائم الأحداث التي وقعت خلال عام 1971 في الأردن.